# Guerra de muntanya

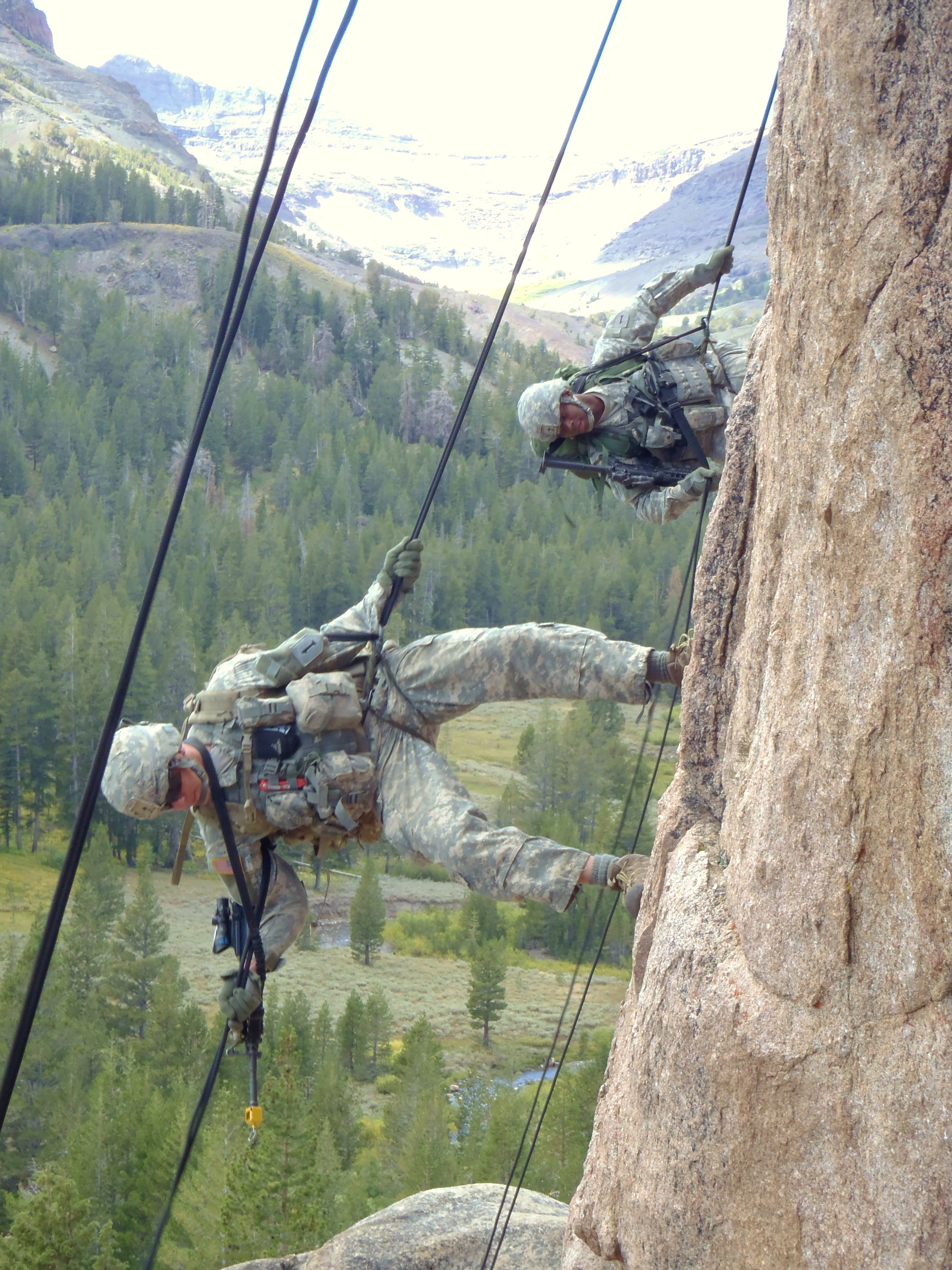
Soldats durant un entrenament de muntanya.

La guerra de muntanya es refereix a la guerra a les muntanyes o en els relleus accidentats. Aquest tipus de guerra és també anomenada guerra alpina, per les muntanyes dels Alps. La guerra de muntanya és un dels tipus més perillosos de combatre, ja que implica sobreviure no només al combat contra l'enemic sinó també al temps violent i al relleu perillós.
Les cadenes muntanyoses són d'importància estratègica, ja que sovint actuen com una vora natural i també poden ser l'origen d'una font d'aigua -per exemple, Alts de Golan: conflicte per l'aigua-. Atacar una posició enemiga preparada en terreny muntanyós requereix una proporció més alta de soldats atacants a soldats defensors que una guerra duta a terme en una superfície plana. Les muntanyes en qualsevol època de l'any són perilloses: llamps, fortes ràfegues de vent, caigudes de roques, allaus, neu, gel, fred extrem, glaceres amb les seves esquerdes i el terreny irregular i el lent ritme de les tropes i el moviment de materials són amenaces addicionals als combatents. El moviment, els reforços i l'evacuació mèdica cap amunt i cap avall en pendents pronunciades i àrees on ni tan sols els animals de càrrega poden arribar involucren un enorme esforç d'energia.